# Élections législatives de 1958 en Algérie française
Les élections législatives en Algérie française se sont déroulées le 30 novembre 1958. Elles avaient pour but d’élire les députés représentant le département à l’Assemblée nationale pour un mandat de cinq années correspondant à la Première législature de la cinquième République française. Le 3 juillet 1962, le mandat des 67 députés de l'Algérie française prend fin en raison de l'indépendance de l'Algérie.

## Mode de scrutin
L'adoption d'un scrutin uninominal majoritaire à deux tours comme en France métropolitaine aurait pu avoir comme conséquence une surreprésentation d'européens par rapport aux musulmans, pour faire valoir les engagements de Charles de Gaulle d'une représentation au moins égale aux deux tiers des sièges réservés à l'Algérie un scrutin de liste majoritaire à un tour associé d'un numerus clausus de sièges attribués au statut civil de droit commun (européens) et de droit local (musulmans).

### Répartition par circonscription
| Circonscriptions | Statut civil de droit commun | Statut civil de droit local |
| ---------------- | ---------------------------- | --------------------------- |
| Première         | 2                            | 2                           |
| Deuxième         | 2                            | 2                           |
| Troisième        | 1                            | 2                           |
| Quatrième        | 1                            | 3                           |
| Cinquième        | 1                            | 3                           |
| Sixième          | 1                            | 4                           |
| Septième         | 2                            | 1                           |
| Huitième         | 1                            | 3                           |
| Neuvième         | 1                            | 2                           |
| Dixième          | 1                            | 1                           |
| Onzième          | 1                            | 3                           |
| Douzième         | 1                            | 3                           |
| Treizième        | 1                            | 2                           |
| Quatorzième      | 1                            | 3                           |
| Quinzième        | 1                            | 3                           |
| Seizième         | 1                            | 3                           |
| Dix-septième     | 1                            | 3                           |
| Dix-huitième     | 1                            | 3                           |
| Total            | 21                           | 46                          |

## Élus
| Circonscription | Député élu                                                                     |
| --------------- | ------------------------------------------------------------------------------ |
| 1re             | 1.Pierre Lagaillarde 2.Mourad Kaouah 3.René Vinciguerra 4.Ahmed Djebbour       |
| 2e              | 1.Nafissa Sid Cara 2.Robert Abdesselam 3.Marc Lauriol 4.Philippe Marçais       |
| 3e              | 1.Ali Guettaf 2.Mohamed Laradji 3.Louis Marquaire                              |
| 4e              | 1.Khaddour Messaoudi 2.Pierre Vignau 3.Makhlouf Gahlam 4.Benalia Benelkadi     |
| 5e              | 1.Saïd Boualam 2.Étienne Arnulf 3.Mohamed Agha-mir 4.Mohamed Baouya            |
| 6e              | 1.Henri Colonna 2.Ouali Azem 3.Ali Saadi 4.Ahcène Ioualalen 5.Sadok Khorsi     |
| 7e              | 1.Henri Fouques-Duparc 2.René Mekki 3.François Lopez                           |
| 8e              | 1.Chérif Sid Cara 2.Pierre Laffont 3.Mohamed-Kébir Békri 4.Djelloul Berrouaïne |
| 9e              | 1.Slimane Belabed 2.Yvon Grasset 3.Abbès Moulessehoul                          |
| 10e             | 1.Pierre Puech-Samson 2.Mustapha Deramchi                                      |
| 11e             | 1.Armand Legroux 2.Kheira Bouabsa 3.Cheikh Benssedick 4.Mohamed-Tahar Zeghouf  |
| 12e             | 1.Xavier Salado 2.Djillali Kaddari 3.Berrezoug Saïdi                           |
| 13e             | 1.Abdelmadjid Benhacine 2.Hachemi Boudjedir 3.Belaïd Bouhadjera 4.Edme Canat   |
| 14e             | 1.Mohamed Bedredine 2.Léopold Morel 3.Mohamed Boulsane 4.Mohamed Barboucha     |
| 15e             | 1.Ali Mallem 2.Dominique Renucci 3.Brahim Sahnouni 4.Noureddine Hassani        |
| 16e             | 1.Pierre Portolano 2.Abdallah Tebib 3.Abdelbaki Chibi 4.Mohammed Djouini       |
| 17e             | 1.William Widenlocher 2.Rebiha Khebtani 3.Khelil Benhalla 4.Ali Bendjelida     |
| 18e             | 1.Maurice Molinet 2.Ahmed Boutalbi 3.Mohamed Ihaddaden 4.Hafid Maloum          |

## Résultats par circonscription

### Première circonscription
| |                                                                                    |        |       |  |  |
| Liste Algérie Française | 1.Pierre Lagaillarde 2.Mourad Kaouah 3.René Vinciguerra 4.Ahmed Djebbour           | 47 527 | 37,37 |  |  |
| Union Nationale pour l'Intégration et le Renouveau                                                                                   | 1. Auguste Arnould 2. Maurice Mouchan 3. Désiré Zentar 4. Azaouadou Abtroun        | 40 807 | 32,09 |  |  |
| Liste de Fraternité, de Concorde et de Paix                                                                                          | 1. W. Goeau-Brissonnière 2. Ahmed Khorsi 3. Marcel Belaiche 4. Abderrahmane Zizine | 25 437 | 20,00 |  |  |
| Liste du Peuple, Union et Fraternité                                                                                                 | 1. R. Laquière 2. Hamed Bensouna M' 3. E. Baldo 4. Hamed Zerouki M'                | 13 403 | 10,54 |  |  |
| |                                                                                    |        |       |  |  |
| Inscrits | 217 948                                                                            | 100,00 | 4     |  |  |
| Abstentions | 89 345                                                                             | 40,99  |       |  |  |
| Votants | 128 603                                                                            | 59,01  |       |  |  |
| Blancs et nuls | 1 429                                                                              | 1,11   |       |  |  |
| Exprimés | 127 174                                                                            | 98,89  |       |  |  |
| Source : France, Ministère de l'intérieur. Les Elections législatives . Métropole., la Documentation française, 1960 (lire en ligne) |                                                                                    |        |       |  |  |

### Deuxième circonscription
| |                                                                             |        |       |  |  |
| Liste d'action pour l'Algérie Française et la Promotion Musulmane par l'Intégration                                                  | 1.Nafissa Sid Cara 2.Robert Abdesselam 3.Marc Lauriol 4.Philippe Marçais    | 61 860 | 31,83 |  |  |
| Union Nationale pour l'Intégration et le Renouveau                                                                                   | 1. Mohammed Bouharaoua 2. Francois Fabre 3. Roger Muller 4. Mohamed Saraoui | 60 276 | 31,01 |  |  |
| Liste d'Union pour la Paix Francaise, la Fraternité l'Intégration et la Rénovation Nationale                                         | 1. Léonard Jamilloux 2. Akli Abbad 3. Abboud Menia 4. Paul Fiel             | 36 041 | 18,54 |  |  |
| Liste d'Union pour le Renouveau National et l'Intégration sans compromission dans l'esprit véritable du 13 mai                       | 1. Gérard Faivre 2. Mahdi Saci 3. Claude Laquière 4. Roudoci Omar           | 34 994 | 18,00 |  |  |
| |                                                                             |        |       |  |  |
| Inscrits | 311 038                                                                     | 100,00 | 4     |  |  |
| Abstentions | 98 970                                                                      | 31,82  |       |  |  |
| Votants | 212 068                                                                     | 68,18  |       |  |  |
| Blancs et nuls | 17 709                                                                      | 8,35   |       |  |  |
| Exprimés | 194 359                                                                     | 91,65  |       |  |  |
| Source : France, Ministère de l'intérieur. Les Elections législatives . Métropole., la Documentation française, 1960 (lire en ligne) |                                                                             |        |       |  |  |

### Troisième circonscription
| |                                                                    |        |       |  |  |
| Liste de Fraternité Nationale | 1.Ali Guettaf 2.Mohamed Laradji 3.Louis Marquaire                  | 78 352 | 79,89 |  |  |
| Liste d'Intégration et de Renouveau National                                                                                         | 1. Jean Piloy 2. AbdelKader Djadoun 3. Kaddour Ben Youssef Ouargui | 19 725 | 20,11 |  |  |
| |                                                                    |        |       |  |  |
| Inscrits | 146 217                                                            | 100,00 | 3     |  |  |
| Abstentions | 42 087                                                             | 28,78  |       |  |  |
| Votants | 104 130                                                            | 71,22  |       |  |  |
| Blancs et nuls | 6 053                                                              | 5,81   |       |  |  |
| Exprimés | 98 077                                                             | 94,19  |       |  |  |
| Source : France, Ministère de l'intérieur. Les Elections législatives . Métropole., la Documentation française, 1960 (lire en ligne) |                                                                    |        |       |  |  |

### Quatrième circonscription
| |                                                                            |         |       |  |  |
| Liste d'Union pour la Sauvegarde et le Renouveau de l'Algérie Francaise                                                              | 1.Khaddour Messaoudi 2.Pierre Vignau 3.Makhlouf Gahlam 4.Benalia Benelkadi | 128 045 | 73,75 |  |  |
| Liste de Fraternité et d'Action pour la Paix en Algérie                                                                              | 1. Joseph Rostoll 2. Bachir Ben Cherif 3. Nefa Nadji Mekki 4. Amar Chergui | 45 583  | 26,25 |  |  |
| |                                                                            |         |       |  |  |
| Inscrits | 305 304                                                                    | 100,00  | 4     |  |  |
| Abstentions | 126 845                                                                    | 41,55   |       |  |  |
| Votants | 178 459                                                                    | 58,45   |       |  |  |
| Blancs et nuls | 4 831                                                                      | 2,71    |       |  |  |
| Exprimés | 173 628                                                                    | 97,29   |       |  |  |
| Source : France, Ministère de l'intérieur. Les Elections législatives . Métropole., la Documentation française, 1960 (lire en ligne) |                                                                            |         |       |  |  |

### Cinquième circonscription
| |                                                                     |         |        |  |  |
| C.S.P. Intégration | 1.Saïd Boualam 2.Étienne Arnulf 3.Mohamed Agha-mir 4.Mohamed Baouya | 175 946 | 100,00 |  |  |
| |                                                                     |         |        |  |  |
| Inscrits | 271 642                                                             | 100,00  | 4      |  |  |
| Abstentions | 77 772                                                              | 28,63   |        |  |  |
| Votants | 193 870                                                             | 71,37   |        |  |  |
| Blancs et nuls | 2 902                                                               | 1,5     |        |  |  |
| Exprimés | 190 968                                                             | 98,5    |        |  |  |
| Source : France, Ministère de l'intérieur. Les Elections législatives . Métropole., la Documentation française, 1960 (lire en ligne) |                                                                     |         |        |  |  |

### Sixième circonscription
| |                                                                            |         |        |  |  |
| Liste d'Union pour le Renouveau d'une plus Grande France                                                                             | 1.Henri Colonna 2.Ouali Azem 3.Ali Saadi 4.Ahcène Ioualalen 5.Sadok Khorsi | 144 091 | 100,00 |  |  |
| |                                                                            |         |        |  |  |
| Inscrits | 268 962                                                                    | 100,00  | 5      |  |  |
| Abstentions | 112 204                                                                    | 41,72   |        |  |  |
| Votants | 156 758                                                                    | 58,28   |        |  |  |
| Blancs et nuls | 3 207                                                                      | 2,05    |        |  |  |
| Exprimés | 153 551                                                                    | 97,95   |        |  |  |
| Source : France, Ministère de l'intérieur. Les Elections législatives . Métropole., la Documentation française, 1960 (lire en ligne) |                                                                            |         |        |  |  |

### Septième circonscription
| |                                                                  |        |       |  |  |
| Liste d'Union pour la nouvelle République                                                                                            | 1.Henri Fouques-Duparc 2.René Mekki 3.François Lopez             | 48 466 | 40,92 |  |  |
| Liste d'Union pour le Renouveau de l'Algérie Francaise                                                                               | 1. Roger Miquel 2. Roger Bonnecaze-Lasserre 3. Mahieddine Rabiah | 47 975 | 40,51 |  |  |
| Liste d'Union Démocratique et de Fraternité algérienne                                                                               | 1. Maurice Rabbier 2. Kaddour Mecheri 3. Alexandre Amouyal       | 17 330 | 14,63 |  |  |
| Liste Indépendante pour l'Unité Francaise                                                                                            | 1. Francois Quilici 2. José Berenguer 3. Djelloul Ben Bahous     | 4 667  | 3,94  |  |  |
| |                                                                  |        |       |  |  |
| Inscrits | 174 327                                                          | 100,00 | 3     |  |  |
| Abstentions | 48 755                                                           | 27,97  |       |  |  |
| Votants | 125 572                                                          | 72,03  |       |  |  |
| Blancs et nuls | 7 134                                                            | 5,68   |       |  |  |
| Exprimés | 118 438                                                          | 94,32  |       |  |  |
| Source : France, Ministère de l'intérieur. Les Elections législatives . Métropole., la Documentation française, 1960 (lire en ligne) |                                                                  |        |       |  |  |

### Huitième circonscription
| |                                                                                |         |       |  |  |
| Liste pour le Renouveau de l'Algérie Francaise                                                                                       | 1.Chérif Sid Cara 2.Pierre Laffont 3.Mohamed-Kébir Békri 4.Djelloul Berrouaïne | 194 769 | 84,35 |  |  |
| Liste d'Union Réublicaine | 1. Belarbi Benkadda 2. Albert Parrès 3. Mohamed Amara Mekki 4. Ghalem Tires    | 36 148  | 15,65 |  |  |
| |                                                                                |         |       |  |  |
| Inscrits | 314 335                                                                        | 100,00  | 4     |  |  |
| Abstentions | 76 059                                                                         | 24,2    |       |  |  |
| Votants | 238 276                                                                        | 75,8    |       |  |  |
| Blancs et nuls | 7 359                                                                          | 3,09    |       |  |  |
| Exprimés | 230 917                                                                        | 96,91   |       |  |  |
| Source : France, Ministère de l'intérieur. Les Elections législatives . Métropole., la Documentation française, 1960 (lire en ligne) |                                                                                |         |       |  |  |

### Neuvième circonscription
| |                                                                                       |        |       |  |  |
| Liste de Rénovation Républicaine pour le Progrès Social et Economique                                                                | 1.Slimane Belabed 2.Yvon Grasset 3.Abbès Moulessehoul                                 | 48 514 | 49,38 |  |  |
| Liste d'Union Francaise | 1. Bel Abbas Boukhari 2. Léopold Sicard 3. Aissa Chikhi                               | 27 441 | 27,93 |  |  |
| Liste d'Action Socialiste | 1. Kadar Bekadar Benaissa 2. Gabriel Gonzales 3. Mohammed Ould Bensallem Mohammedi    | 15 892 | 16,17 |  |  |
| Liste de Réconciliation et de Rénovation Nationale et Sociale                                                                        | 1. Jean-Paul Gerbaud 2. Mohammed Ould Ghouti Bestaoui 3. Slimane Ould Mohammed Baraki | 6 407  | 6,52  |  |  |
| |                                                                                       |        |       |  |  |
| Inscrits | 152 142                                                                               | 100,00 | 3     |  |  |
| Abstentions | 50 575                                                                                | 33,24  |       |  |  |
| Votants | 101 567                                                                               | 66,76  |       |  |  |
| Blancs et nuls | 3 313                                                                                 | 3,26   |       |  |  |
| Exprimés | 98 254                                                                                | 96,74  |       |  |  |
| Source : France, Ministère de l'intérieur. Les Elections législatives . Métropole., la Documentation française, 1960 (lire en ligne) |                                                                                       |        |       |  |  |

### Dixième circonscription
| |                                            |        |       |  |  |
| Liste de la Rénovation | 1.Pierre Puech-Samson 2.Mustapha Deramchi  | 71 119 | 88,05 |  |  |
| Liste d'Action Populaire pour le Salut de l'Algérie Française                                                                        | 1. Roger de Saivre 2. Abdelkader Besseghir | 9 649  | 11,95 |  |  |
| |                                            |        |       |  |  |
| Inscrits | 108 923                                    | 100,00 | 2     |  |  |
| Abstentions | 26 147                                     | 24,01  |       |  |  |
| Votants | 82 776                                     | 75,99  |       |  |  |
| Blancs et nuls | 2 008                                      | 2,43   |       |  |  |
| Exprimés | 80 768                                     | 97,57  |       |  |  |
| Source : France, Ministère de l'intérieur. Les Elections législatives . Métropole., la Documentation française, 1960 (lire en ligne) |                                            |        |       |  |  |

### Onzième circonscription
| |                                                                                   |        |       |  |  |
| Liste de la Rénovation | 1.Armand Legroux 2.Kheira Bouabsa 3.Cheikh Benssedick 4.Mohamed-Tahar Zeghouf     | 62 624 | 48,51 |  |  |
| Liste pour le Renouveau de l'Algérie Française dans l'Union et la Paix                                                               | 1. Fernand Male 2. M'Hamed Kheirat 3. Djillali 4. M'Hamed Ougouag                 | 59 918 | 46,41 |  |  |
| Liste pour le Renouveau de l'Algérie Française Fraternelle                                                                           | 1. Ainouna Sahali 2. Maurice Candas 3. Mostefa Moumen 4. Mohamed Said el Haoucine | 6 563  | 5,08  |  |  |
| |                                                                                   |        |       |  |  |
| Inscrits | 183 765                                                                           | 100,00 | 4     |  |  |
| Abstentions | 51 193                                                                            | 27,86  |       |  |  |
| Votants | 132 572                                                                           | 72,14  |       |  |  |
| Blancs et nuls | 3 467                                                                             | 2,62   |       |  |  |
| Exprimés | 129 105                                                                           | 97,38  |       |  |  |
| Source : France, Ministère de l'intérieur. Les Elections législatives . Métropole., la Documentation française, 1960 (lire en ligne) |                                                                                   |        |       |  |  |

### Douzième circonscription
| |                                                      |         |        |  |  |
| Liste d'Union pour la défense de l'Algérie Francaise                                                                                 | 1.Xavier Salado 2.Djillali Kaddari 3.Berrezoug Saïdi | 129 795 | 100,00 |  |  |
| |                                                      |         |        |  |  |
| Inscrits | 172 957                                              | 100,00  | 3      |  |  |
| Abstentions | 39 980                                               | 23,12   |        |  |  |
| Votants | 132 977                                              | 76,88   |        |  |  |
| Blancs et nuls | 390                                                  | 0,29    |        |  |  |
| Exprimés | 132 587                                              | 99,71   |        |  |  |
| Source : France, Ministère de l'intérieur. Les Elections législatives . Métropole., la Documentation française, 1960 (lire en ligne) |                                                      |         |        |  |  |

### Treizième circonscription
| |                                                                                  |        |       |  |  |
| Liste du Comité de Salut Public | 1.Abdelmadjid Benhacine 2.Hachemi Boudjedir 3.Belaïd Bouhadjera 4.Edme Canat     | 57 289 | 44,37 |  |  |
| Liste Républicaine de Concorde et d'Action Sociale pour la Promotion d'une Fraternelle Civilisation                                  | 1. Phillippe Delatte 2. Ahmed Bentchicou 3. Abdelaziz Lakhdari 4. Ahmed Boudjadi | 49 123 | 38,05 |  |  |
| Liste d'Union Franco Musulmane | 1. Abdellah Belkhiri 2. Slimane Zellagui 3. Jules Valle 4. Abdelkader Khattabi   | 36 050 | 27,92 |  |  |
| Liste d'Union Républicaine Démocratique et Socialiste                                                                                | 1. Dernand Manchon 2. Derradji Saoula 3. Khodja Abdellah 4. Ali Boumerdas        | 20 031 | 15,51 |  |  |
| |                                                                                  |        |       |  |  |
| Inscrits | 183 765                                                                          | 100,00 | 4     |  |  |
| Abstentions | 51 193                                                                           | 27,86  |       |  |  |
| Votants | 132 572                                                                          | 72,14  |       |  |  |
| Blancs et nuls | 3 467                                                                            | 2,62   |       |  |  |
| Exprimés | 129 105                                                                          | 97,38  |       |  |  |
| Source : France, Ministère de l'intérieur. Les Elections législatives . Métropole., la Documentation française, 1960 (lire en ligne) |                                                                                  |        |       |  |  |

### Quatorzième circonscription
| |                                                                            |        |       |  |  |
| Liste d'Union pour la Paix et le Programme de Constantine                                                                            | 1.Mohamed Bedredine 2.Léopold Morel 3.Mohamed Boulsane 4.Mohamed Barboucha | 63 294 | 52,96 |  |  |
| Liste Algérie Francaise | 1. Suzanne Rouquette 2. Said Braci 3. Saad Arioua 4. Ibrahim Temmim        | 56 221 | 47,04 |  |  |
| |                                                                            |        |       |  |  |
| Inscrits | 225 854                                                                    | 100,00 | 4     |  |  |
| Abstentions | 99 498                                                                     | 44,05  |       |  |  |
| Votants | 126 356                                                                    | 55,95  |       |  |  |
| Blancs et nuls | 6 841                                                                      | 5,41   |       |  |  |
| Exprimés | 119 515                                                                    | 94,59  |       |  |  |
| Source : France, Ministère de l'intérieur. Les Elections législatives . Métropole., la Documentation française, 1960 (lire en ligne) |                                                                            |        |       |  |  |

### Quinzième circonscription
| |                                                                                      |        |       |  |  |
| Liste d'Union pour la Nouvelle République, Comité de Salut Public                                                                    | 1.Ali Mallem 2.Dominique Renucci 3.Brahim Sahnouni 4.Noureddine Hassani              | 98 072 | 71,12 |  |  |
| Liste Républicaine d'Union des Communautés                                                                                           | 1. Mohamed Lakhdari 2. Mohamed El Mokhtat Bendib 3. Mostepha Dakhia 4. Alfred Malpel | 39 892 | 28,93 |  |  |
| |                                                                                      |        |       |  |  |
| Inscrits | 242 198                                                                              | 100,00 | 4     |  |  |
| Abstentions | 100 039                                                                              | 41,3   |       |  |  |
| Votants | 142 159                                                                              | 58,7   |       |  |  |
| Blancs et nuls | 4 255                                                                                | 2,99   |       |  |  |
| Exprimés | 137 904                                                                              | 97,01  |       |  |  |
| Source : France, Ministère de l'intérieur. Les Elections législatives . Métropole., la Documentation française, 1960 (lire en ligne) |                                                                                      |        |       |  |  |

### Seizième circonscription
| |                                                                                 |         |       |  |  |
| Liste de Fraternité, Progrès, Rénovation                                                                                             | 1.Pierre Portolano 2.Abdallah Tebib 3.Abdelbaki Chibi 4.Mohammed Djouini        | 108 169 | 57,97 |  |  |
| Liste d'Union Républicaine | 1. Smail Lakhdari 2. André Fadda 3. Chaouch Ahmed 4. Mohammed Boudjira          | 32 377  | 17,35 |  |  |
| Liste d'Union des Socialistes et des Démocrates pour la Fraternité en Algérie                                                        | 1. Raoul Borra 2. Abdelkader Meknassi 3. Ahmed Samar 4. Mohammed Yaghla         | 21 350  | 11,44 |  |  |
| Liste d'Union pour l'Algérie Française                                                                                               | 1. Robert Amante 2. Mohammed Missi Zine 3. Mohammed Nouard 4. Mohammed Menasria | 12 766  | 6,84  |  |  |
| Liste d'Union pour la Fraternité, La Justice et le Travail                                                                           | 1. Mahmoud Bousebi 2. Jacques Floirat 3. Mohammed Maizi 4. Mahmoud Moghli       | 11 918  | 6,39  |  |  |
| |                                                                                 |         |       |  |  |
| Inscrits | 295 644                                                                         | 100,00  | 4     |  |  |
| Abstentions | 99 429                                                                          | 33,63   |       |  |  |
| Votants | 196 215                                                                         | 66,37   |       |  |  |
| Blancs et nuls | 9 635                                                                           | 4,91    |       |  |  |
| Exprimés | 186 580                                                                         | 95,09   |       |  |  |
| Source : France, Ministère de l'intérieur. Les Elections législatives . Métropole., la Documentation française, 1960 (lire en ligne) |                                                                                 |         |       |  |  |

### Dix-septième circonscription
| |                                                                            |        |       |  |  |
| Liste de Défense Républicaine et d'Action Sociale                                                                                    | 1.William Widenlocher 2.Rebiha Khebtani 3.Khelil Benhalla 4.Ali Bendjelida | 63 975 | 51,82 |  |  |
| Liste d'Union pour l'Algérie Nouvelle                                                                                                | 1. Youcef Barkat 2. Brahim Djacta 3. Roger Renard 4. Yanya Hamoud          | 59 480 | 48,18 |  |  |
| |                                                                            |        |       |  |  |
| Inscrits | 249 466                                                                    | 100,00 | 4     |  |  |
| Abstentions | 120 414                                                                    | 48,27  |       |  |  |
| Votants | 129 052                                                                    | 51,73  |       |  |  |
| Blancs et nuls | 5 597                                                                      | 4,34   |       |  |  |
| Exprimés | 123 455                                                                    | 95,66  |       |  |  |
| Source : France, Ministère de l'intérieur. Les Elections législatives . Métropole., la Documentation française, 1960 (lire en ligne) |                                                                            |        |       |  |  |

### Dix-huitième circonscription
| |                                                                       |        |       |  |  |
| Liste pour l'Organisation des Centres de Salut public                                                                                | 1.Maurice Molinet 2.Ahmed Boutalbi 3.Mohamed Ihaddaden 4.Hafid Maloum | 87 578 | 75,72 |  |  |
| Liste de Fraternité Algérienne | 1. César Comolli 2. Boudjéniline 3. Mohamed Guerdoud 4. Amar Kaci     | 28 012 | 24,23 |  |  |
| |                                                                       |        |       |  |  |
| Inscrits | 214 849                                                               | 100,00 | 4     |  |  |
| Abstentions | 97 419                                                                | 45,34  |       |  |  |
| Votants | 117 430                                                               | 54,66  |       |  |  |
| Blancs et nuls | 1 840                                                                 | 1,57   |       |  |  |
| Exprimés | 115 590                                                               | 98,43  |       |  |  |
| Source : France, Ministère de l'intérieur. Les Elections législatives . Métropole., la Documentation française, 1960 (lire en ligne) |                                                                       |        |       |  |  |